# Benjamin Burić
Benjamin Burić (* 20. November 1990 in Doboj, SR Bosnien, SFR Jugoslawien) ist ein bosnisch-herzegowinischer Handballtorwart. Er spielt in der deutschen Handball-Bundesliga für die SG Flensburg-Handewitt.

## Vereinskarriere
Burić begann mit dem Handballspielen erst mit 13 Jahren zusammen mit seinem Zwillingsbruder Senjamin Burić in seiner Heimatstadt Maglaj. Im Alter von 17 Jahren wechselten die beiden an die Handballschule von HRK Izviđač Ljubuški und spielten später in der Seniorenmannschaft. 2013 gingen sie zusammen zu RK Borac Banja Luka und gewannen dort bosnisch-herzegowinische Meisterschaft und Pokal. Mit beiden Klubs spielten sie auch in der SEHA-Liga. Im selben Jahr gingen sie nach Slowenien zu RK Velenje, mit dem sie in der EHF Champions League spielten;. in der Saison 2013/14 wurde dann auch die Runde der letzten 16 erreicht. Im folgenden Jahr schaffte man es im EHF-Pokal ins Final Four. Velenje war die letzte gemeinsame Station der Zwillinge, als 2016 Benjamin Burić zur HSG Wetzlar in die HBL wechselte und Senjamin Burić zu HBC Nantes nach Frankreich. In Wetzlar wurde Benjamin Burić als Nachfolger von Andreas Wolff zu einem wichtigen Leistungsträger und belegte in seiner ersten Bundesliga-Saison mit den Mittelhessen den 6. Platz. Nach Ablauf seines Vertrages wechselte er 2018 zur SG Flensburg-Handewitt. In den Champions-League-Gruppenspielen 2018/19 traf er mit der SG auf seinen Zwillingsbruder, der mittlerweile bei RK Zagreb spielte. Mit der SG Flensburg-Handewitt gewann er 2019 die deutsche Meisterschaft. Im Herbst des gleichen Jahres wurde sein ursprünglich bis 2021 laufender Vertrag vorzeitig bis 2024 verlängert, Ende 2022 verlängerte er sein Engagement bis 2028. 2024 gewann er mit der SG die EHF European League.

## Auswahlmannschaften
Ab 2009 spielte Benjamin Burić in der bosnisch-herzegowinischen Nationalmannschaft, mit der er bei der Weltmeisterschaft 2015 in Katar den 20. Platz belegte. Bei den Europameisterschaften 2020 und 2022 kam man nur auf den 23. Rang, bei der EHF Euro 2024 auf den 24. und letzten Rang. Nach der verpassten Qualifikation zur Europameisterschaft 2026 trat er nach 91 absolvierten Länderspielen im Mai 2025 aus der Nationalmannschaft zurück.

## Erfolge
- Bosnischer Meister: 2012/13
- Bosnischer Pokalsieger: 2012/13
- Deutscher Meister: 2019
- DHB-Supercup-Sieger: 2019
- EHF European League-Sieger (2): 2024 und 2025